# Caisse de dépôt et de gestion (Maroc)
Pour les articles homonymes, voir CDG.
La Caisse de dépôt et de gestion (CDG), fondée en 1959, est un établissement public chargé de la gestion de l’épargne à long terme au Maroc.
Elle centralise et sécurise des ressources telles que les dépôts de la Caisse nationale de sécurité sociale (CNSS), les fonds de consignations judiciaires, les dépôts des professions juridiques réglementées, ainsi que divers fonds liés à la retraite et à la prévoyance. À ce titre, elle assure la gestion de la Caisse nationale de retraites et d’assurances (CNRA) et du Régime collectif d’allocation de retraite (RCAR).
En tant qu’investisseur institutionnel, la CDG intervient dans des secteurs d’intérêt public, notamment l’aménagement du territoire, l’immobilier, les infrastructures ou le tourisme, à travers des filiales spécialisées. Depuis le 13 juillet 2022, l’institution est dirigée par Khalid Safir, nommé par dahir royal.

## Historique

### Création
La CDG est fondée en Mars 1959, au lendemain de l’indépendance du Maroc, par Mamoun Tahiri, ministre des Finances du gouvernement d’Abdallah Ibrahim.  
Le gouvernement Abdallah Ibrahim lance aussi l'instauration du dirham marocain et la fondation de Bank Al-Maghrib.  La création de la CDG s’inscrit dans un ensemble de mesures visant à la fois à recouvrer l’indépendance économique du pays et à le doter d'instruments nécessaires à son développement. 
Les objectifs de la CDG sont, d'après son dahir fondateur  :
- « assurer la gestion des deniers et la conservation des valeurs appartenant aux fonds ou organismes qui y sont tenus ou qui le demandent » ;
- « recevoir les consignations administratives et judiciaires, ainsi que les cautionnements » ;
- « gérer les caisses ou services spéciaux qui peuvent lui être confiés ».

Des filiales sont créées, comme la Compagnie générale immobilière (CGI) ou la Société centrale de réassurance (SCR).

### Années 2000
En 2001, la nomination d’un nouveau directeur, Mustapha Bakkoury, marque un tournant dans l’histoire de la CDG. Il a une formation d’ingénieur diplômé des grandes écoles françaises et une carrière essentiellement passée au sein de la banque BMCI. Son profil contraste avec celui de ses prédécesseurs, souvent issus de la haute fonction publique et notamment du ministère des Finances.
Depuis l’entrée en vigueur de la loi bancaire de 2006, la CDG est soumise aux directives de Bank Al-Maghrib (BAM) car elle est considérée comme organisme assimilé à un établissement de crédit.
En 2016, dans le cadre de la COP 22 qui se tient alors à Marrakech, la CDG rejoint le think tank I4CE.
La CDG a adopté en juin 2017 une nouvelle stratégie prévoyant de nouveaux positionnements en ligne avec les enjeux économiques du Maroc. Elle intervient désormais en tant qu’expert pour compte de l’État et d’acteurs tiers, en tant que financeur des collectivités territoriales et des PME et en tant qu’investisseur stratégique tourné vers le développement du tissu productif dans des secteurs clés de l’économie marocaine.
En mai 2019, La Caisse des dépôts et de gestion lance « 212 Founders ». Un programme qui vise à aider les start-up locales en fournissant une aide financière allant de trois à dix millions de dirhams.

## Organisation et gouvernance
La CDG est régie par les textes juridiques suivants :
- Le dahir no 1-59-074 de 1959 instituant une Caisse de dépôt et de gestion;
- Le dahir no 2-60-058 de 1960 relatif à l'organisation financière et comptable de la Caisse de dépôt et de gestion[11];
- La loi no 34-033 sur les établissements de crédit (2006).

Le dahir de création de la CDG a institué une commission de surveillance, comme organe de gouvernance de la Caisse, chargée du contrôle de ses opérations et d’émettre des avis sur toutes ses orientations.
Elle est composée de cinq personnes :
- Deux membres de la Cour suprême désignés par le ministre de la Justice ;
- Le ministre de l’Économie ou un représentant ;
- Le ministre des Finances ou un représentant ;
- Le gouverneur de Bank Al-Maghrib ou un représentant.

La commission de surveillance doit présenter chaque année un rapport sur la gestion financière et sur l’activité de la CDG. Ce rapport est publié au Bulletin officiel. 
La Commission de surveillance ne jouit cependant pas de pouvoirs de décision. Son rôle est essentiellement consultatif. Elle n’exerce aucun droit de regard préalable sur les stratégies projetées par la direction, ni sur les décisions du groupe. 
Le dahir de création de CDG confère au directeur général des pouvoirs de gestion très étendus. Il décide de toutes les opérations en matière d’investissement, de recrutement et de nomination et même de création et suppression de structures.  

### Rapport de la Cour des comptes
En 2018, la Cour des comptes consacre un long rapport à la CDG.
Elle souligne notamment :
- La concentration du pouvoir : La Cour souligne que le directeur général de la CDG dispose de trop de pouvoir concentré, sans conseil d'administration validant ses décisions.  Elle recommande aux pouvoirs publics de procéder à la refonte du cadre juridique régissant CDG, de manière qu’il puisse se conformer aux meilleures pratiques de gouvernance[12].

- La création de filiales non autorisées : La Cour relève que la CDG n'a pas respecté l’obligation légale d’obtenir l’autorisation du chef du gouvernement tel que exigé par l’article 8 de la loi no 39-89  afin de transférer d'entreprises publiques au secteur privé. Elle cite les filiales CG Parking, Immolog, Med Resort et Arribat Center[12].

- Un déficit structurel dans le tourisme : De 2008 à 2017, l’activité touristique enregistre des résultats négatifs et une participation structurellement négative au résultat du groupe CDG[12].

## Directeurs
|    | Nom                 | Début de mandat   | Fin de mandat     |
| -- | ------------------- | ----------------- | ----------------- |
| 1  | Mamoun Tahiri       | 1er octobre 1959  | 8 juin 1965       |
| 2  | Ahmed Bennani       | 8 juin 1965       | 19 septembre 1966 |
| 3  | Ahmed Benkirane     | 20 septembre 1966 | 18 janvier 1968   |
| 4  | Hassan Ababou       | 18 janvier 1968   | 31 mai 1970       |
| 5  | Abdelkamel Reghaye  | 30 mai 1970       | 25 juillet 1974   |
| 6  | M’fadel Lahlou      | 3 juillet 1974    | 23 avril 1995     |
| 7  | Khalid El Kadiri    | 24 avril 1995     | 2 août 2001       |
| 8  | Mustapha Bakkoury   | 2 août 2001       | 13 juin 2009      |
| 9  | Anass Houir Alami   | 13 juin 2009      | 29 janvier 2015   |
| 10 | Abdellatif Zaghnoun | 29 janvier 2015   | 13 juillet 2022   |
| 11 | Khalid Safir        | 13 juillet 2022   | 13 juillet 2022   |

## Filiales et participations
La CDG joue un rôle important dans l'économie marocaine et elle détient plusieurs participations.  
Ses participations les plus notables sont la Société Centrale de Réassurance, Medi1 TV, CIH Bank, Université Internationale de Rabat, la Bourse de Casablanca, la Lydec,  Orange Maroc, MED-Z, la Loterie nationale, Arribat Center, CDG Capital et la Compagnie Générale Immobilière (CGI).